# Diglyphus eleanorae
Diglyphus eleanorae är en stekelart som beskrevs av Graham 1981. Diglyphus eleanorae ingår i släktet Diglyphus och familjen finglanssteklar.
Artens utbredningsområde är Madeira. Inga underarter finns listade i Catalogue of Life.